# Kappadokischer Kalender

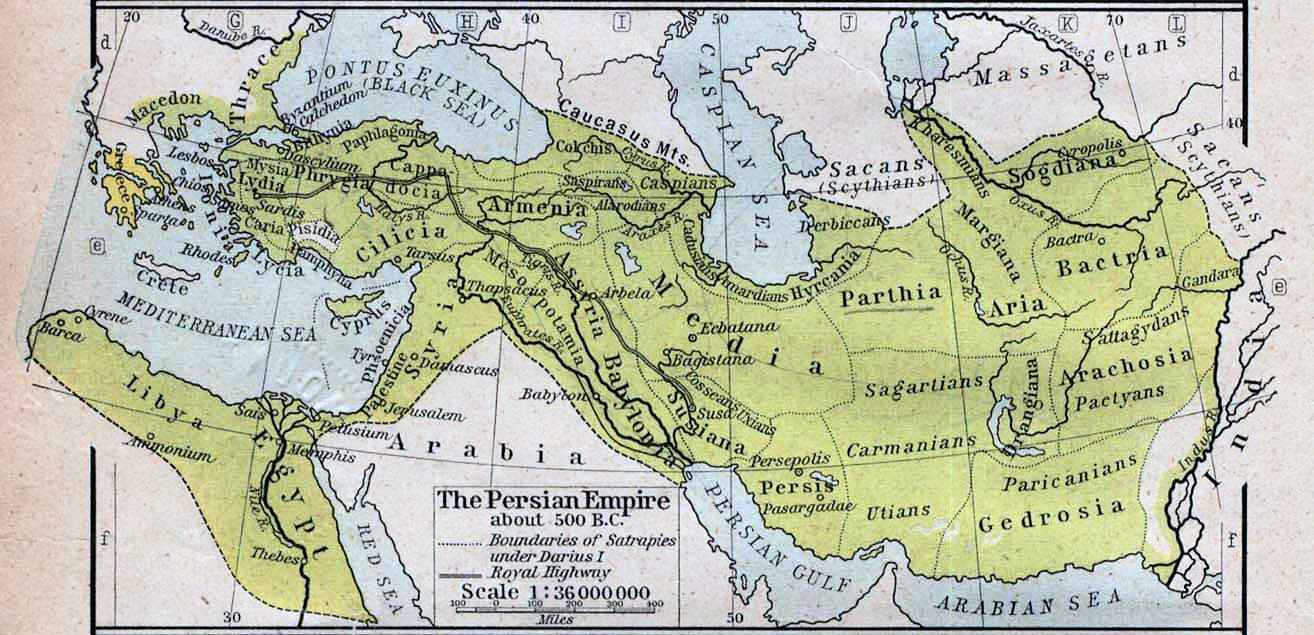
Karte des Achämenidenreiches um 500 v. u. Z. von William Robert Shepherd (1923)

Der kappadokische Kalender war ein Sonnenkalender, der vom persischen zoroastrischen Kalender abgeleitet war. Er ist nach der historischen Region Kappadokien in der heutigen Türkei benannt, wo er verwendet wurde. Der Kalender mit 12 Monaten zu je 30 Tagen und fünf epagomenalen Tagen entstand zwischen 550 und 330 v. u. Z., als Kappadokien Teil des persischen Achämenidenreiches war. Der kappadokische Kalender war mit dem zoroastrischen Kalender identisch; dies zeigt sich in seiner Struktur, in den avestischen Namen und in der Reihenfolge der Monate. Der kappadokische Kalender spiegelt den iranischen Kultureinfluss in der Region wider. Der Kalender ist bereits in der Spätantike durch die Berichte griechischer Astronomen überliefert und war zu diesem Zeitpunkt bereits an den Julianischen Kalender angepasst worden.

## Kontext
Der kappadokische Kalender wurde offensichtlich zu einer Zeit entwickelt, als Kappadokien, eine historische Region in der heutigen Türkei, eine Provinz (Satrapie) des Achämenidenreichs war. Der Kalender ist nach der Region benannt, in der er verwendet wurde; über sein genaues Anfangsdatum besteht keine Einigkeit. Dem Historiker Josef Marquart zufolge begann der Kalender 490 v. u. Z., dem Philologen Jacques Duchesne-Guillemin zufolge zwischen 490 und 480 v. u. Z. Es handelt sich um einen Sonnenkalender mit 360 Tagen, die in 12 Monate unterteilt waren, auf die fünf epagomenale Tage folgten.
Der Kalender war praktisch eine Nachahmung des zoroastrischen Kalenders; da die Perser zu dieser Zeit die dominierende politische Gruppe in Kappadokien waren, wurde er zum wichtigsten Kalender der Region und überlebte als solcher im Königreich Kappadokien. Obwohl der Lauf der Zeit und lokale Dialektunterschiede zu geringfügigen Unterschieden in der Schreibweise führten, sind die Monatsnamen des kappadokischen Kalenders fast identisch mit denen des zoroastrischen (avestischen) Kalenders. Die Perser in Kappadokien sprachen Westiranisch; daher sind die kappadokischen Monatsnamen in einigen Aspekten sprachlich näher an der mittelpersischen (Pahlavi) als an der avestischen Schreibweise. Die kappadokischen Formen sind jedoch archaischer und stehen in dieser Hinsicht den avestischen Formen näher.
Der kappadokische Kalender zeugt von den lang anhaltenden iranischen kulturellen und religiösen Einflüssen auf Kappadokien. Der Iranologin Mary Boyce zufolge wurde der kappadokische Kalender zusammen mit dem mittelpersischen, parthischen, sogdischen, khwarazmischen, baktrischen und altarmenischen Kalender vom achämenischen Staatskalender abgeleitet, den die Perser in der frühen achämenidischen Periode eingeführt hatten, um ein „akzeptiertes Mittel zur Zeitberechnung für alle ihre zoroastrischen Untertanen“ zu schaffen. Im Laufe der Zeit führten lokale Sprachveränderungen zu unterschiedlichen lokalen Versionen, ansonsten sind diese Kalender fast identisch. Der kappadokische Kalender überlebte durch die Texte griechischer Astronomen der Spätantike und war noch im 4. Jahrhundert u. Z. bekannt.

## Namen der Monate
| Monate | Kappadokisch            | Avestisch           | Frühes Mittelpersisch | Mittelpersisch (Pahlavi) | Persisch   |
| ------ | ----------------------- | ------------------- | --------------------- | ------------------------ | ---------- |
| 1      | [Ar]artana              | Fravašinąm          | Fravartīn             | Frawardīn                | Farvardīn  |
| 2      | Artegeste (Artēye<s>tē) | Ašahe vahištahe     | Artvahišt             | Ardwahišt                | Ordībehešt |
| 3      | Aratata                 | Haurvatātō          | Harvatāt              | Xordā̌d                   | Ḵordad     |
| 4      | Teiri (Teirei)          | Tištryahe           | Tīr                   | Tīr                      | Tīr        |
| 5      | Amartata                | Amərətātō           | Amurtāt               | Amurdā̌d                  | Mordād     |
| 6      | Sathriore (Xathriorē)   | Khšathrahe vairyehe | Šahrevar              | Šahrewar                 | Šahrīvar   |
| 7      | Mithre (Mithpē)         | Mithrahe            | Mihr                  | Mihr                     | Mehr       |
| 8      | *Apomenapa              | Āpa̧m                | Āpān                  | Ābān                     | Ābān       |
| 9      | Athra                   | Āthrō               | Atur                  | Ādur                     | Āḏar       |
| 10     | Dathusa (Dathousa)      | Dathušō             | Dadv                  | Day                      | Dey        |
| 11     | Osmana                  | Vaŋhə̄uš manaŋhō     | Vahuman               | Wahman                   | Bahman     |
| 12     | Sondara (Sondara<mat?>) | Spəntayå ārmatōiš   | Spendārmat            | Spandarmad               | Esfand     |

Laut Boyce und dem Historiker Frantz Grenet zeigt die „Genauigkeit der Übereinstimmungen zwischen den Kalendern im Großen und Ganzen“, dass die von den Zoroastriern in Kappadokien übernommenen Praktiken „weitgehend einheitlich“ waren. Sie fügen hinzu, dass die einzigen Abweichungen in der Ersetzung von Avestan Tištry durch Teiri (Teirei) a, eine Änderung, die Berichten zufolge in vielen zoroastrischen Communities weit verbreitet war, und die „Widmung des achten Monats“ an Apąm Napāt („Sohn des Wassers“) statt an Apąm („Wasser“), hier Varuna, bestand. Boyce und Grenet schrieben, dass diese „Monatswidmung“ anscheinend einzigartig für den kappadokischen Kalender war, was bedeutet, dass es unter den Zoroastriern in Kappadokien möglicherweise Kontroversen bezüglich der Erhebung von Anahita über Varuna gab. Boyce und Grenet fügen hinzu, dass dieses Phänomen zeigt, dass selbst unter der starken politischen Führung der Achämeniden in einer Region, die für ihre starken persischen religiösen Einflüsse bekannt ist, die örtlichen persischen Priester offenbar eine gewisse geringfügige priesterliche Autonomie besaßen.

## Anpassung an den Julianischen Kalender
Obwohl der kappadokische Kalender aus der Zeit der Achämeniden stammt, gibt es nur Belege aus der Spätantike, als er bereits an den Julianischen Kalender angepasst worden war. Der Historiker Sacha Stern gab an, dass der kappadokische Kalender möglicherweise 44 v. Chr. an den Julianischen Kalender angepasst wurde. Es war wahrscheinlich der erste Kalender im römischen Osten, der „julianisiert“ wurde, noch vor dem ägyptischen Kalender. Auch nach der „Julianisierung“ des Kalenders in der römischen Zeit war das Datum des kappadokischen Neujahrs jedoch immer noch „annähernd mit einem ursprünglich persischen zoroastrischen Kalender kompatibel“, und seine Struktur basierte immer noch auf dem ursprünglichen persischen Kalender mit 12 Monaten zu je 30 Tagen, gefolgt von fünf Schalttagen.